# تشاه احمد وطن دوست (يونسي)
تشاه احمد وطن دوست (بالإنجليزية: Chah-e Ahmad Vatan Dust)‏ هي مستوطنة تقع في إيران في قسم يونسي الريفي.